# Krzemieniewo (Grande-Pologne)
Pour les articles homonymes, voir Krzemieniewo.
Krzemieniewo (prononciation : [kʂɛmjɛˈɲɛvɔ]) est un village de Pologne, situé dans la voïvodie de Grande-Pologne. Elle est le chef-lieu de la gmina de Krzemieniewo, dans le powiat de Leszno.
Il se situe à 18 kilomètres à l'est de Leszno (siège du powiat) et à 62 kilomètres au sud de Poznań (capitale régionale).
Le village possède une population de 2 000 habitants.

## Histoire
De 1793 à 1920, Feuerstein fait partie de l'arrondissement de Fraustadt jusqu'en 1887 puis de l'arrondissement de Lissa dans le district de Posen au sein de la province de Posnanie.
De 1975 à 1998, Krzemieniewo faisait partie du territoire de la voïvodie de Leszno.

Depuis 1999, le village fait partie du territoire de la voïvodie de Grande-Pologne.